# Manifestación de Bienes del Gobierno de México
La Manifestación de Bienes del Gobierno de México es una declaración patrimonial del Presidente de México, así como de los mandos superiores de su gabinete, y la que, por mandato de ley, están obligados a cumplir y que, a partir de un compromiso que Enrique Peña Nieto firmó frente a un notario público durante su campaña presidencial, han hecho pública.

## Antecedentes
La política pública de la rendición de cuentas de altos funcionarios federales del gobierno mexicano, en específico, del Presidente, tiene sus inicios durante el sexenio de Miguel de la Madrid, en 1982. El contexto de la implementación, era la llamada renovación moral, un proyecto promovido por el entrante Presidente, el cual, buscaba ser una respuesta directa a los señalamientos originados por algunos escándalos de corrupción en el sexenio anterior, durante la presidencia de José López Portillo. 
A partir de este período, los altos funcionarios federales tendrían que hacer su declaración patrimonial ante la ya extinta Secretaría de la Contraloría; anteriormente, dichas declaraciones se hacían ante la Procuraduría General de la República. Así fue hasta la administración federal a cargo de Vicente Fox, cuando desaparece la Secretaría de la Contraloría y es sustituida por la Secretaría de la Función Pública, y sería ésta dependencia la encargada de la rendición de cuentas.
En su propia rendición de cuentas, Fox declaró haber tenido ingresos por 5.391.064 millones de pesos en 2006. Ese mismo año, aun siendo candidato a la Presidencia, Felipe Calderón declaró tener un patrimonio compartido con su esposa de 8 millones 655 mil pesos; al final de su sexenio, Calderón declaró públicamente un incremento en su patrimonio a 17.8 millones de pesos. En 2008, el Instituto Federal de Acceso a la Información (IFAI) le exigió a la Secretaría de la Función Pública poner a disposición pública, y de manera gratuita, las declaraciones patrimoniales de los ex - presidentes Miguel de la Madrid, Carlos Salinas de Gortari y Ernesto Zedillo Ponce de León.

## El compromiso de campaña
El compromiso de hacer pública la declaración patrimonial del presidente, así como la de los mandos superiores de su gabinete, fue hecho el 30 de marzo de 2012 en la ciudad de Guadalajara, durante un evento electoral, siendo el candidato representante de la coalición Compromiso por México; esa misma noche, haría una declaración patrimonial vía Twitter, manifestando tener nueve propiedades.

## La Manifestación de Bienes
La primera Manifestación de Bienes del  actual Presidente y sus altos mandos del gabinete, fue hecha el 16 de enero de 2013, en Palacio Nacional, durante un acto protocolario. De esta manera, se cumplió con un mandato legal de la Secretaría de la Función Pública de otorgar, dicha información, en 60 días a partir del inicio en alguna responsabilidad pública. Durante este acto, el presidente declaró:

cumplo con una obligación ética que normará los actos de quienes somos parte del equipo de trabajo dentro del gobierno de la República, que tiene que ver con la rendición de cuentas.

El Presidente, también declaró percibir un salario de 193 mil 478 pesos mensuales, que posee cuatro casas; dos compradas, de las cuales, una de ellas tiene una superficie de 2 mil 138 metros cuadrados, y otra, de 560 metros, mientras; las otras dos, que son donadas,  miden 338 y 150 metros cuadrados. También, declaró tener cuatro terrenos (todos le fueron donados), de 5.8 hectáreas, 2.4 hectáreas, dos mil quinientos cuarenta y siete metros cuadrados y mil metros  cuadrados respectivamente. Así mismo, declaró tener un departamento que heredó. Por último, declaró tener obras de arte que le fueron donadas y otras heredadas, así como relojes y joyas comparadas al contado, y otras donadas, una cuenta bancaria, fondos de inversión, monedas y metales.
Ese mismo día, se publicó la Manifestación de Bienes los altos mandos del gabinete en la página web de la Presidencia de México. Estos funcionarios son:
- Enrique Peña Nieto
- Miguel Ángel Osorio Chong
- José Antonio Meade Kuribreña
- Salvador Cienfuegos Zepeda
- Vidal Francisco Soberón Sanz
- Manuel Mondragón y Kalb
- Luis Videgaray Caso
- Rosario Robles Berlanga
- Juan José Guerra Abud
- Pedro Joaquín Coldwell
- Ildefonso Guajardo Villarreal
- Enrique Martínez y Martínez
- Gerardo Ruiz Esparza
- Julián Olivas Ugalde
- Emilio Chuayffet Chemor
- Mercedes Juan López
- Alfonso Navarrete Prida
- Jorge Carlos Ramírez Marín
- Claudia Ruiz Massieu Salinas
- Jesús Murillo Karam
- Humberto Castillejos Cervantes